# Thinking of You (I Drive Myself Crazy)
Thinking of You (I Drive Myself Crazy) è un singolo della boy band statunitense NSYNC, pubblicato il 15 febbraio 1999 come ottavo e ultimo estratto dal loro primo album in studio *NSYNC e come terzo e ultimo estratto dal loro terzo album The Winter Album.

## Tracce
CD Singolo
1. Thinking Of You (I Drive Myself Crazy) (Remix) – 4:00
2. Thinking Of You (I Drive Myself Crazy) (Riprock and Alex G's Crazy Driving Dub Mix) – 4:00

## Classifiche

### Classifiche settimanali
| Classifica (1999) | Posizione massima |
| ----------------- | ----------------- |
| Germania          | 71                |
| Paesi Bassi       | 15                |
| Stati Uniti       | 67                |

### Classifiche di fine anno
| Classifica (1999) | Posizione |
| ----------------- | --------- |
| Paesi Bassi       | 98        |